# 牛稠溪堡
牛稠溪堡，是台灣中南部自清治時期至日治初期的一個行政區劃，其範圍即今嘉義縣的新港鄉南部。
牛稠溪堡北邊為打貓西堡，東邊為打貓南堡，東南邊為嘉義西堡，西南邊及西邊為大槺榔西堡。

## 管轄街庄
牛稠溪堡共轄9個庄：
- 今新港鄉境內：大崙庄、番婆庄、大客庄、潭仔墘庄、溪北庄、月眉潭庄、菜公厝庄、中洋仔庄、三間厝庄